# Kilder til dansk middelalder
Kilderne til dansk middelalderhistorie er det grundlag, som al historieskrivning om dansk middelalder må bygge på. Materialet består af et begrænset antal skriftlige kilder og et stort antal arkæologiske, arkitektoniske og kunstneriske efterladenskaber samt af genstande og beretninger fra befolkningens hverdagsliv. Dertil kommer litterære kilder som sagaer, folkeviser og samtidige, historiske beretninger. Endelig har middelalderens dyrkningsmetoder sat sig spor i landskabet i form af bl.a. højryggede agre, bevarede landsbyer og krogede vejsystemer.
|  |  |  |

## Kronologi for dansk middelalder
- Tidslinje for dansk middelalder

### Relativ kronologi
- Kongerækken
- Årbøgerne (se nedenfor)

### Absolut kronologi
- Kulstof 14-datering
- Dendrokronologi

## Skriftlige kilder
- Dansk litteratur i middelalderen

### Officielle dokumenter
- Skånske Lov (senest 1216)
- Kong Valdemars Jordebog (1231)
- Jyske Lov (1241)

### Breve og dokumenter
- Kr. Erslev (udg.): Repertorium Diplomaticum Regni Danici Mediævalis, I-IV, 1894-1934.
- Diplomatarium danicum

### Samtidige beretninger
Kildesamlinger
- Petrus Olai: Collectanea ad historiam Danicam pertinentia (ca. 1570)

Kongelegender
- Ælnoth: Historia ortus, vitæ et passionis Scti. Canuti regis Daniæ (1120'erne); jf. Erling Albrechtsen. Ælnoths Krønike, Viborg 1984.
- Genealogia regum Daniæ et Norvegiæ, ducumque Oldenburgensium corum, qui post sinceram religionem floruerunt (efter 1250)
- Gesta Cnutonis Regis
- Knud Lavards legende

Årbøger (annaler)
- Colbaz-årbogen (1137-45)
- Rydårbogen (efter 1250, latinsk manuskript fra 1300, tre danske omkring 1400, )
- Roskildeårbogen (se Peder Olsen)

### Senere beretninger
Krøniker
- Skibbykrøniken (1047-1534), skrevet med egen hånd af Poul Helgesen i årene 1485-1535)
- Adam af Bremen: Gesta Hammaburgensis ecclesiae pontificum (efter 1070)
- Roskildekrøniken (826-1140)
- Lejrekrøniken (i det 12. århundrede)
- Skjaldedigte i sagaerne
- Saxo: Gesta Danorum (- 1185)
- Chronica Jutensis (Jyske krønike) (1185-1342)
- Svend Aggesen: Brevis Historia Regum Dacie (- 1185)
- Øm Klosters Krønike, Exordium monasterii quod dicitur Cara Insula (1165-1267)
- Rimkrøniken (1495, første bog på dansk, trykt i Danmark)
- Christiern Pedersen: Dan danske krønike fra Saxonis tid indtil Christiern den første
- Folkeviserne

## Efterladenskaber

### Bygninger
- Kirker
  - Lund Domkirke
  - Roskilde Domkirke
  - Vor Frue Kirke i Århus (krypten)
  - Veng Kirke
  - Fjenneslev Kirke
  - Østerlars Kirke
  - Dalby Kirke (Skåne)

- Borge og slotte
  - Hammershus
  - Nyborg Slot
  - Glimmingehus
  - Kernen
  - Vitskøl Kloster
  - Spøttrup Borg

- Byhuse
  - Helligåndshuset i Næstved
  - Mølleporten i Stege
  - Konsistoriebygningen ved Københavns Universitet
  - Oxernes Gård i Helsingør
  - Det adelige Jomfrukloster i Odense

### Kunstværker
- Kalkmalerier
- Andet kirkeinventar
  - Altre
  - Døbefonte
  - Kirkeklokker
- Verdslige kunstværker

### Fund
- Løsfund
- Arkæologiske udgravninger
- Bevarede genstande

### Stednavne
- Landsbynavne
- Navne i landskabet

## Minder om hverdagslivet

### Gravfund
- Gravfund
- Rester af klædedragter
- DNAanalyser

### Pragtgenstande
- Guld- og sølvting
- Smykker

### Brugsgenstande
- Møbler
- Bestik og andet grej
- Værktøj

## Landskabelige minder

### Inddeling
- Markskel
- Sognegrænser
- Tun, ager, eng og udmark
- Forsvundne landsbyer

### Dyrkningsmetoder
- Hjulplovens spor: Højryggede agre
- Trevangsbrug
- Pollenanalyser
- Makrofossilanalyser

### Bebyggelsesforhold
- Landsbyer
- Købstæder
- Havne

### Veje
- Hærvejen
- Sogneveje

## Samlet vurdering af kildegrundlaget
Når man skal berette om dansk middelalderhistorie, er det største problem, at der er så få skriftlige kilder. Dertil kommer så, at meget af af det skrevne kildemateriale er beretninger om begivenheder, der skete længe før nedskrivningen fandt sted. Selv når kilderne er samtidige eller kan forventes at gengive samtidige vidners minder, selv da kan man ikke stole på dem uden videre. Næsten alle de skrivekyndige var kirkefolk: præster, munke, skrivere osv., og de har med den største selvfølge udeladt hvad de fandt uvigtigt, og fremhævet eller skønmalet det, som stemte overens med kirkens indstilling til forholdene. De religiøse og politiske forhold omkring krønikeskriverne har haft afgørende betydning for deres beretninger.

### Beretninger
En del af kildematerialet består af middelalderlige, historiske beretninger, dvs. middelalderhistorikernes bud på en beskrivelse, der forklarede baggrunden for de forhold, der herskede på deres tid. Saxo er velkendt, men der var andre historieskrivere: Adam af Bremen, Ælnoth, Sven Aggesen, Poul Helgesen og Peder Olsen (Petrus Olai) f.eks. I nogle tilfælde oplyser de selv, hvad de har haft at arbejde ud fra, og i andre tilfælde kan man se ved sammenligning, hvilke skrifter, de har brugt som forlæg, men ofte er det uigennemskueligt, hvad kunne underbygge deres beretninger. Under alle omstændigheder har de haft andre motiver for at skrive end bare den rene kærlighed til sandheden. Det kan være, at de gerne vil støtte kirkens sag over for en stadigt stærkere kongemagt, det kan være, at de vil give et bidrag til at retfærdiggøre den ene kongesøns krav på tronen over for den andens, eller det kan være, at de har et horn i siden på rigets fjender: venderne, holstenerne, svenskerne eller tyskerne f.eks. Derfor må de "færdige" middelalderhistorier tages med de største forbehold.

### Årbøger
Så er der de såkaldte årbøger ("annaler"), som ved første øjekast ser ud til at være opstået ved, at man har indført de vigtigste begivenheder, efterhånden som de skete, altså år for år. Men for det første er det ikke givet, at årbøgerne er nedskrevet senest året efter begivenhederne. De kan ofte være opstået ved, at en skriver har fået fingre i en ældre årbog, har skrevet dens indhold af, og til sidst har kompletteret det med oplysninger, der førte årsangivelserne frem til hans samtid. For det andet er det ikke givet, at skriveren har haft adgang til pålidelige oplysninger om årets begivenheder: noget har han slet ikke hørt om, andet har han hørt fra nogen, som var part i begivenhederne, og noget tredje er nået ham i rygtets form. For det tredje har enhver skriver et liv uden for skrivestuen, og det liv kan ikke undgå at trimme hans forhold til sandt og usandt, vigtigt og uvigtigt. Derfor er skriverens tilsyneladende tørre, nøgterne nedskrivning af årets begivenheder resultatet af en række fravælgelser, af en række satsninger på, hvad der er ufarligt, og af en række ordvalg, som beskytter skriveren mod senere forfølgelser, samt af nogle personlige, faglige og politiske præferancer.

### Levn: skriftlige og håndgribelige
De mest pålidelige kilder er det, man kalder levn: breve, retsdokumenter, testamenter osv., som blot har været "spin-off" fra samtidens praktiske hverdagsliv. Her er der ikke tale om hverken bevidste fordrejninger, simple misforståelser eller opfindsom ønsketænkning. Det er kilder, der er opstået uden tanke for eftertiden. Til denne gruppe knytter sig de større, officielle dokumenter som landslovene og jordebogen. Også de er skabt med henblik på reelle behov og ikke for at dupere hverken samtiden eller eftertiden. Denne gruppe af kilder kan kompletteres med arkæologiske fund: både dem, der er skaffet ved videnskabelige udgravninger, og dem, der er gjort som løsfund. Læg dertil de bevarede, middelalderlieg bygningsværker, kunstgenstande, brugsting, redskaber og inventar m.m., som alle har hørt hjemme i den tid, hvor de blev lavet. Disse kilder er troværdige, men ofte siger de ikke så meget om deres tid. Der skal skabes sammenhænge, og der må bygges på fortolkninger, når dette materiale skal presses for sit vidnesbyrd om dansk middelalder.
Dette er det grundlag, danske historikere har og har haft, når de skulle skrive Danmarks middelalderhistorie. Det er også – i sidste ende – det grundlag, Danmarks middelalder bygger på.
Noter
1. ↑  ”Fælles for historieskrivningen i middelalderen er dens bevidste oparbejdelse og opbygning af en fortid, skabt med udgangspunkt i de tilgængelige skriftlige vidnesbyrd, danske eller udenlandske, og mundtlig overlevering.” Side 33 i Søren Mørch (red.): ”Danmarks historie”, bd. 10, 1992, ISBN 87-00-44413-8